# Viking-Kåre
Viking-Kåre Sigurdsson (n. 865) fue un caudillo vikingo, lendmann de Voss y Hordaland, pues parte de su familia también se asentó en Jæren (hoy Obrestad), Noruega en el siglo X. Hijo de Sigurður Bjodaskalle Eriksson, y miembro de una antigua estirpe de guerreros descendientes de Ragnar Lodbrok (la madre de Sigurd era Ólöf Ragnarsdóttir (n. 786), una de las hijas del legendario vikingo).
Vivió bajo el reinado de Harald I y es muy probable que también de Halfdan el Negro.

## Herencia
Se desconoce el nombre y genealogía de su esposa, pero se le imputa la paternidad de tres hijos:
- Böðvar Víkingr-Kárason
- Vigfus Víkingr-Kárason (n. 900)
- Eirik Bjodaskalle (n. 902), fue padre de Astrid Eiriksdotter, y por lo tanto directo ancestro del rey Olav Tryggvason.